# Ocker Repelaer van Molenaarsgraaf
Ocko Repelaer, heer van Molenaarsgraaf (Dordrecht, 6 oktober 1796 - Den Haag, 31 oktober 1869) was een Nederlands politicus.

## Familie
Repelaer, lid van de familie Repelaer, was een zoon van jhr. mr. Johan Repelaer, heer van Molenaarsgraaf (1760-1835) en Adriana Alida Gevaerts (1769-1858). Hij was een oomzegger van minister Ocker Repelaer van Driel. Vader en zoon Repelaer waren ambachtsheer van Molenaarsgraaf. Hij trouwde met Arnoldina Wilhelmina Jacoba van Tets (1802-1887), dochter van minister Arnold Willem Nicolaas van Tets van Goudriaan. Uit dit huwelijk werd een zoon geboren.

## Loopbaan
Repelaer studeerde Romeins en hedendaags recht aan de Leidse Hogeschool en promoveerde in 1818 op zijn dissertatie De pace Neomagensi inter Ludovicum XIV galliliae regem et ordines generales belgii foederati. Hij was landeigenaar en dijkgraaf in de Alblasserwaard. Hij was bovendien majoor-commandant schutterij van Dordrecht en lid van de Ridderschap van Holland.
Repelaer werd verkozen tot van de stedelijke raad van Dordrecht, Provinciale Staten van Holland (1823-1829) en was van 20 oktober 1829 tot 20 oktober 1845 lid van de Tweede Kamer der Staten-Generaal.
Hij was ridder in de Militaire Willems-Orde. Hij overleed in 1869 op 73-jarige leeftijd.
- Biografisch Portaal: 01954382
- Digitale Bibliotheek voor de Nederlandse Letteren: repe006
- Gemeinsame Normdatei: 122937740
- International Standard Name Identifier: 0000 0000 1176 4250
- Library of Congress Control Number: no97045724
- Nederlandse Thesaurus van Auteursnamen: 072170913
- Parlement.com: vg09llsr6hx7
- Virtual International Authority File: 35350945
- WorldCat: E39PBJtmp8Hq8BCC7Fwgp3xJjC